# Richard al II-lea de Capua

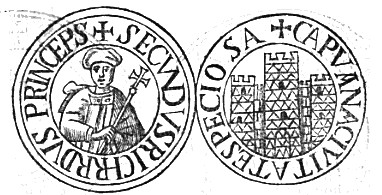
Portretul lui Richard al II-lea

Richard al II-lea (d. 1105/1106), supranumit cel Pleșuv, membru al familiei normande Drengot, a fost conte de Aversa și principoe de Capua începând cu 1090 sau 1091.
Richard era fiul și succesorul principelui Iordan I de Capua cu Gaitelgrima, fiica principelui Guaimar al IV-lea de Salerno, și a fost numit după bunicul său, Richard I de Capua. Cronicarul Guglielmo de Apulia în a sa Faptele lui Robert Guiscard relatează că Richard, "deși acum doar un tânăr, deja arată curaj demn de un adult."
El a succedat în stăpânirile tatălui său la o vârstă tânără și la puțină vreme el și cu familia sa au fost alungați din Capua de către locuitorii orașului. Conții de Aquino s-au răsculat și au atacat Soria, apărată de unchiul lui Richard, contele Ionatan de Carinola.
Richard s-a aflat în exil vreme de șapte ani, perioadă în care un longobard pe nume Lando s-a aflat la guvernare, până când, odată ajuna la vârsta maturității, Richard a solicitat ajutorul marelui său unchi, contele de Sicilia Roger I, și la cel al vărului acestuia, ducele de Apulia, Roger Borsa. Cei doi Rogeri au sosit, cel dintâi solicitând în schimb orașul Napoli, iar cel de al doilea cerând recunoașterea din partea lui Richard a suzeranității asupra Apuliei, în mai 1098 și au asediat Capua vreme de 40 de zile.
A fost vorba de un asediu deosebit, în condițiile în care Papa Urban al II-lea, implicat într-o controversă cu contele Roger, a intrat în discuții asupra puterii legale asupra Sicilia cu acesta și cu Anselm de Aosta, arhiepiscopul de Canterbury aflat în exil autoimpus. Cu ajutorul sarazinilor din Sicilia, orașul a capitulat, principele reinstalat, suzeranitatea Apuliei recunoscută, în vreme ce papa și contele Roger s-au retras la Salerno.
Ultimii opt ani de domnie au trecut fără evenimente notabile, iar Richard nu a lăsat niciun urmaș, fiind succedat de fratele său mai tânăr Robert atunci când a murit (în 1105 sau, mai probabil, în 1106).  Deși acceptase să presteze omagiu către ducele de Apulia din dinastia Hauteville, succesorii săi nu au făcut-o, iar Capua și-a regăsit de facto independența sub ei. Confesorul lui Richard a fost episcopul Bernard de Carinola.